# Mänttä-Filpula
Mänttä-Filpula (finsk:  Mänttä-Vilppula) er en bykommune i landskabet Birkaland i det vestlige Finland. Kommunen og landskabet hører under Vest og Indre Finlands regionsforvaltning.
Kommunen opstod i 2009, da købstaden Mänttä blev slået sammen med landkommunen Filpula. Mänttä var blevet købstad i 1973, og den nye kommune fik også status som en bykommune.
- Wikimedia Commons har flere filer relateret til Mänttä-Filpula

62°02′N 24°37′Ø / 62.03°N 24.62°Ø